# Elsie Jane Wilson
Elsie Jane Wilson (Sydney, 7 novembre 1890 – Los Angeles, 16 gennaio 1965) è stata un'attrice, regista e sceneggiatrice neozelandese del cinema muto che lavorò a Hollywood.
Era sposata al regista Rupert Julian.

## Biografia
Nata in Nuova Zelanda, cominciò a recitare già all'età di due anni. Nel 1913, poco più che ventenne, partì per gli Stati Uniti insieme al marito, il regista e attore Rupert Julian. Ambedue lavorarono come attori per l'Universal e, quando Julian passò alla regia, collaborò con lui interpretando molti dei suoi film. Altri registi che la diressero furono nel 1915 Cecil B. De Mille in Temptation e James Young in Oliver Twist, la versione del 1916 del capolavoro di Dickens.
Nella sua carriera, girò circa una quarantina di film come attrice, ne diresse una decina e il suo nome appare in un paio di pellicole come soggettista o sceneggiatrice.

### Morte
Elsie Jane Wilson morì a Los Angeles il 16 gennaio 1965 all'età di 74 anni.

## Filmografia
La filmografia - basata su IMDb - è completa.

### Attrice
- The Imp Abroad, regia di Harry Revier - cortometraggio (1914)
- The Triumph of Mind, regia di Lois Weber - cortometraggio (1914)
- The Midnight Visitor, regia di Rupert Julian - cortometraggio (1914)
- The Hole in the Garden Wall, regia di Rupert Julian - cortometraggio (1914)
- Out of the Depths, regia di Rupert Julian - cortometraggio (1914)
- Daisies, regia di Phillips Smalley e Lois Weber - cortometraggio (1914)
- A Law Unto Herself, regia di Joseph De Grasse - cortometraggio (1914)
- The Lure of the Mask, regia di Thomas Ricketts (1915)
- Bound on the Wheel, regia di Joseph De Grasse (1915)
- Mountain Justice, regia di Joseph De Grasse - cortometraggio (1915)
- A White Feather Volunteer, regia di Rupert Julian - cortometraggio (1915)
- Gilded Youth, regia di Rupert Julian  - cortometraggio (1915)
- The Water Clue, regia di Rupert Julian - cortometraggio (1915)
- One Hundred Years Ago, regia di Rupert Julian - cortometraggio (1915)
- The Evil of Suspicion, regia di Rupert Julian - cortometraggio (1915)
- Temptation, regia di Cecil B. DeMille (1915)
- The Underworld, regia di Rupert Julian - cortometraggio (1916)
- The Red Lie, regia di Rupert Julian - cortometraggio (1916)
- Arthur's Last Fling, regia di Rupert Julian - cortometraggio (1916)
- As Fate Decides, regia di Rupert Julian - cortometraggio (1916)
- John Pellet's Dream, regia di Rupert Julian - cortometraggio (1916)
- The Blackmailer, regia di Rupert Julian - cortometraggio (1916)
- The Eyes of Fear, regia di Rupert Julian - cortometraggio (1916)
- The Marriage of Arthur, regia di Rupert Julian - cortometraggio (1916)
- The Fur Trimmed Coat, regia di Rupert Julian - cortometraggio (1916)
- The False Gems, regia di Rupert Julian - cortometraggio (1916)
- Romance at Random, regia di Rupert Julian - cortometraggio (1916)
- The Human Cactus, regia di Rupert Julian - cortometraggio (1916)
- Little Boy Blue, regia di Rupert Julian - cortometraggio (1916)
- Bettina Loved a Soldier, regia di Rupert Julian (1916)
- The Evil Women Do, regia di Rupert Julian (1916)
- Oliviero Twist (Oliver Twist), regia di James Young (1916)
- Perils of the Secret Service - serial di 9 episodi (1917)
- The Dreaded Tube, regia di George Bronson Howard - cortometraggio (1917)
- The Circus of Life, regia di Rupert Julian e Elsie Jane Wilson (1917)
- A Kentucky Cinderella, regia di Rupert Julian (1917)
- Mother o' Mine, regia di Rupert Julian (1917)
- The Mystery Ship, regia di Francis Ford, Harry Harvey, Henry MacRae - serial (1917)
- Officer, Call a Cop, regia di Eddie Lyons e Lee Moran - cortometraggio (1920)

### Regista
- The Circus of Life, co-regia di Rupert Julian (1917)
- The Little Pirate (1917)
- The Cricket (1917)
- The Silent Lady (1917)
- My Little Boy (1917)
- New Love for Old (1918)
- Beauty in Chains (1918)
- The City of Tears (1918)
- The Dream Lady (1918)
- The Lure of Luxury (1918)
- The Game's Up (1919)

### Sceneggiatrice
- The Human Cactus, regia di Rupert Julian - soggetto e sceneggiatura, cortometraggio (1916)
- The Highway of Fate, regia di Robert F. Hill - storia (1916)